# La Controverse de Valladolid
Pour les articles homonymes, voir Controverse de Valladolid (homonymie).
La Controverse de Valladolid est un roman dramatique français de Jean-Claude Carrière paru en 1992 aux éditions Le Pré aux clercs. Le roman, qui ultérieurement est adapté au théâtre et à la télévision, se fonde sur des faits historiques situés vers 1550.

## L'histoire
Au XVIe siècle, le roi Charles Quint demande que l'on organise une controverse pour décider du sort des Indiens. Elle opposera, à Valladolid, le frère Bartolomé de Las Casas, qui plaidera tout au long du livre en faveur des Indiens, à Juan Ginés de Sepúlveda, le philosophe, qui argumentera et expliquera en quoi ce peuple doit être colonisé. Ils auront pour juges le légat (représentant) du pape et le supérieur du monastère où se tiennent les débats. Tout au long du livre sera tenue cette dispute qui sera bien défendue des deux côtés…

### Le débat
Le roman présente le débat entre le moine dominicain Bartolomé de Las Casas et le philosophe, homme d'études, Juan Ginés de Sepúlveda (francisé en Sépulvéda).
Cependant, tous savent que l'enjeu réel est bien plus large : il s'agit de répondre à la question « Les Indiens (d'Amérique) ont-ils une âme ? » Concrètement, une réponse positive conduirait à interdire leur esclavage, alors qu'une réponse négative reviendrait à l'approuver. La thèse de Sepúlveda est que les Indiens sont des créatures que les chrétiens ont pour droit et devoir de soumettre par la force. Las Casas, qui a vécu parmi les Indiens, défend qu'ils sont des humains qui ont les mêmes droits que les Européens.

### Stratégies d'argumentation
Dès le début de la controverse, il apparaît que Las Casas s'appuie surtout sur l'émotion provoquée par les atrocités commises à l'encontre des Indiens. Sepúlveda ne dispose pas d'exemples susceptibles de contrebalancer ces crimes, mais se montre beaucoup plus doué en rhétorique. Las Casas s'emporte souvent, tandis que Sepúlveda argumente beaucoup plus calmement, et est capable de construire des contre-argumentations très structurées, alors que Las Casas a besoin de souvent couper la parole à Sepúlveda pour répondre à ses arguments. Mais Las Casas dispose sur ce point d'une importante indulgence de la part du légat, qui tolère ses interruptions tant qu'elles sont pertinentes.
On voit souvent apparaître le problème du manque d'informations à propos de ce qui se passe réellement dans le Nouveau Monde. Si Las Casas et ses assistants sont allés sur place, les autres savent mal distinguer la réalité des crimes espagnols des rumeurs propagées par la propagande des ennemis de l'Espagne. De même, les participants ne savent quoi penser des accusations de perversions sexuelles des Indiens, sauf Las Casas qui objecte que les Aztèques condamnaient fermement l'homosexualité, et que les allégations d'actes sexuels des esclaves dans les mines sont absurdes, les mines étant bien trop étroites pour cela.
Sepúlveda insiste largement sur les sacrifices humains pratiqués par les Indiens, pratique très clairement condamnée par la Bible.

### La question de l'humanité des Indiens
La première question posée est de savoir si les Indiens appartiennent bien à l'espèce humaine. Sur cette question, le fait que les Européens puissent avoir des enfants avec les Indiens, ces enfants ne souffrant pas plus fréquemment de malformations que les enfants européens, amène assez vite à conclure qu'ils le sont.
Les différences physiques sont relevées, et vite jugées non déterminantes. La couleur de la peau varie trop progressivement pour faire un critère. La seule différence notée est que les Indiens sont très majoritairement imberbes. 
L'idée de l'existence d'esclaves par nature parmi les humains est issue des thèses d'Aristote. Pour Las Casas, il est assez difficile de contester la théorie de la hiérarchie d'Aristote. Ainsi Las Casas démontre plutôt que les Indiens font preuve de trop d'intelligence et de sentiments humains pour être classés ainsi.

### Dénouement
En fait, le verdict final ne contient que peu de suspense : on apprend vite que le pape est en faveur de l'adoucissement du sort des Indiens, et tous les personnages en sont conscients. Tous savent donc que Sépulvéda mène un baroud d'honneur.
Pourtant, le verdict ira largement moins dans le sens des droits de l'homme tels qu'on les interprète aujourd'hui. En effet, la conclusion est que les Indiens ont bien une âme, et donc ne sont pas susceptibles d'être réduits en esclavage. Mais pour éviter aux colons de trop souffrir de la perte de cette main-d'œuvre bon marché, le légat du pape indique qu'il encourage l'utilisation des Africains, jugés moins humains que les Indiens. Las Casas proteste, mais se voit signifier que ce débat n'est pas à l'ordre du jour. Pour Las Casas et Sépulvéda, il s'agit d'une défaite mutuelle.

## Comparaison avec la réalité historique
L'auteur précise en note préliminaire que le livre est une interprétation romancée de faits historiques. En réalité, si Las Casas et Sépulvéda ont largement échangé sur la question, on ignore s'ils se sont réellement rencontrés. En tout cas le débat a été essentiellement épistolaire. Surtout, le débat n'a pas porté sur l'humanité des Indiens (cela avait déjà été tranché par le pape dès 1537), mais sur le mode d'évangélisation qu'il était nécessaire de mettre en place.

## Adaptation télévisée
En 1992, un téléfilm homonyme est réalisé par Jean-Daniel Verhaeghe d'après l'œuvre de Jean-Claude Carrière qui en écrit le scénario et rassemble dans les rôles principaux Jean-Pierre Marielle et Jean-Louis Trintignant.

### Autres œuvres de fiction sur des thèmes proches
- Le film Man to Man propose de même de déterminer si les pygmées sont des hommes ou le chaînon manquant entre l'homme et le singe.
- Le roman Les Animaux dénaturés se penche quant à lui sur la question des droits à accorder à des êtres qui seraient réellement intermédiaires entre l'homme et le singe.